# История Французской Гвианы
История Французской Гвианы — история бывшей колонии Франции, ныне заморского департамента Франции с каменного века до новейшего времени. Письменные источники по истории региона относятся к моменту прибытия первых колонистов-европейцев в XVII веке.

## Доколониальный период

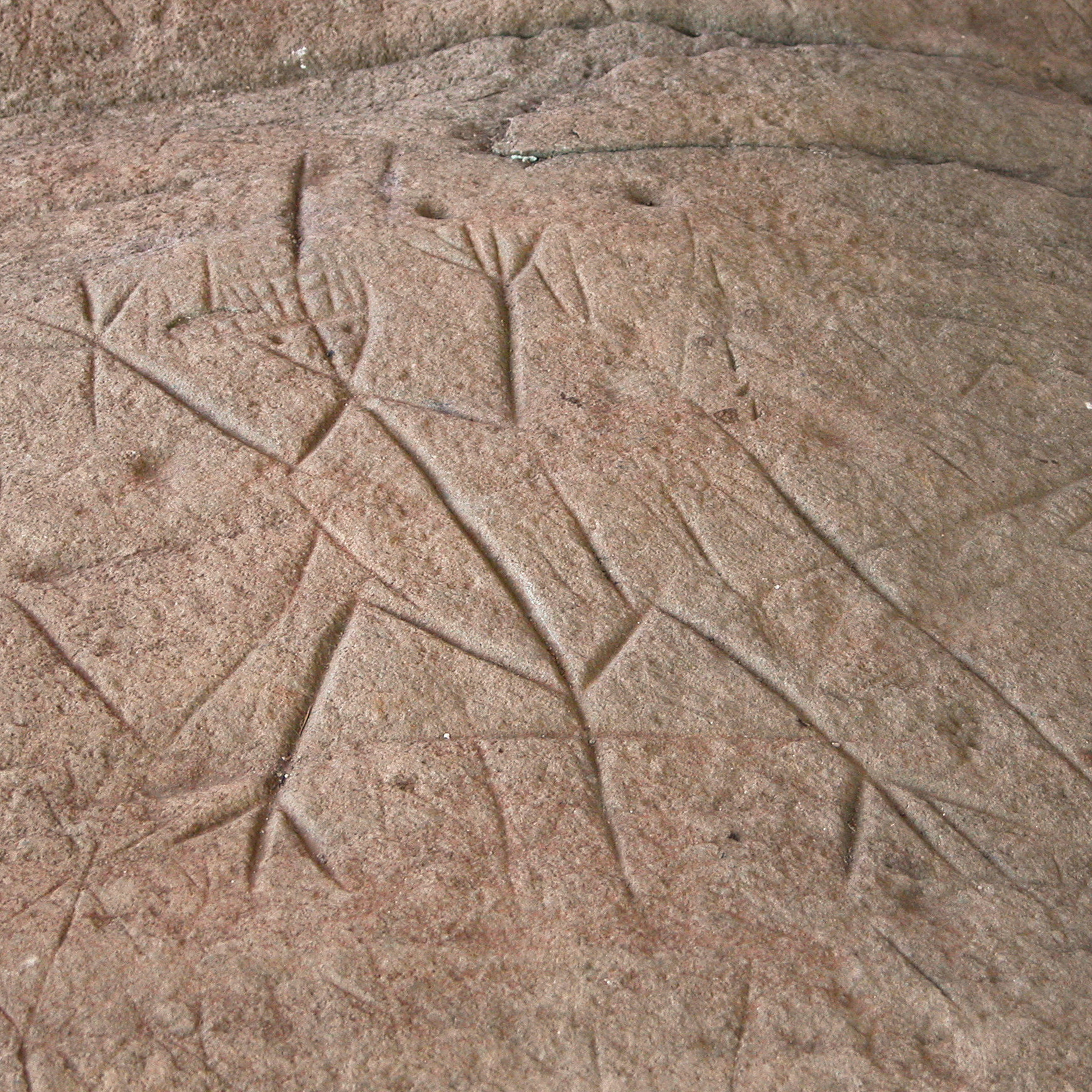
Петроглифы в Карапа

Самые ранние следы присутствия человека на территории Французской Гвианы относится к 6-му тысячелетию до нашей эры. Обнаруженные каменные орудия, керамика, петроглифы принадлежат племенам, говорившим на языках тупи-гуарани, от которых произошли племена эмериллон и уаямпи. Эти древние народы начали процесс освоения местного чернозёма.
В конце III века сюда с запада и юга мигрировали племена араваков и паликур, поселившиеся на побережье Атлантического океана. Они говорили на аравакских языках и были первыми местными охотниками.
В конце VIII-го века здесь поселились мигрировавшие с востока племена калина (галибы) и уаяна, которые говорили на карибских языках. Эти народы совместно или последовательно заселяли территорию Французской Гвианы и штата Амапа в Бразилии вплоть до открытия континента европейцами.
5 августа 1498 года, во время своего третьего путешествия, Христофор Колумб впервые высадился на территории Гвианы.
26 января 1500 года капитан Висенте Яньес-Пинсон, спутник Христофора Колумба в его первом путешествии, исследовал дельту реки Амазонка и нанёс на карту береговую линию области Гвиана, определив её границы между дельтами реки Ориноко на западе и реки Амазонка на востоке.

## Колониальный период

### Ранние попытки колонизации
В 1604 году капитан Даниэль де Ля Туш рассматривал территорию будущей Французской Гвианы как одну из возможных для основания колонии Экваториальная Франция.
В 1608 году Фердинандо I, великий герцог Тосканы, финансировал экспедицию капитана Роберта Торнтона с целью основать здесь колонию итальянцев. Несмотря на успех экспедиции, колония не была основана из-за внезапной смерти великого герцога.
В 1615 году голландцы основали первые поселения европейцев на этой территории, но вскоре покинули эти места.
В 1624 году Франция впервые попыталась основать здесь колонию, в которой, по приказу короля Людовика XIII и при содействии кардинала Армана де Ришельё, поселились выходцы из Нормандии. Однако из-за враждебности со стороны португальцев, усмотревших в этом нарушение Тордесильясского договора, французы были вынуждены покинуть территорию.
В 1630—1643 годах на берегу реки Синнамари по приказу Констана д’Обинье, отца Франсуазы д’Обинье, ими было основано новое поселение. В это же время капитану Жану Бонтемпу правительство Франции поручило начать колонизацию всей территории Французской Гвианы.
В 1643 году Шарль Понсе де Бретиньи, основатель Руанской компании, с целью колонизации Гвианы прибыл сюда вместе с 400 новыми колонистами из Нормандии. Он купил холм у племени галибов в устье реки Кайенна и назвал его Мон-Сеперу (гора Сеперу), по имени вождя местного племени. Здесь им была построена небольшая деревня и форт Сеперу, положившие начало нынешней Кайенне.
Попытки обратить в рабство местные племена привели к восстанию аборигенов в 1654 году. Враждебность со стороны коренных жителей и частые эпидемии стали причиной того, что французы снова покинули эти места. В том же 1654 году Голландской Вест-Индской компанией здесь была основана колония Голландская Кайенна.
12 сентября 1659 года между Голландской Вест-Индской компанией и Давидом Коэном Насси было заключено соглашение, по которому в Голландской Кайенне нашли приют беженцы-евреи, изгнанные из Португалии и португальской колонии — Бразилии. Еврейская община, восстановившая поселения Ремир, способствовала процветанию новой колонии.
В 1664 году французы напали на Кайенну и вынудили голландцев капитулировать. В порту Кайенны они разместили флот из пяти кораблей, на которых прибыли 1200 новых колонистов. Колония Голландская Кайенна была ликвидирована. Численность населения росла с развитием сельского хозяйства и торговли. Активно использовался труд рабов-африканцев. Из колонии в метрополию экспортировались аннато, индиго, хлопок, сахарный тростник, кофе, ваниль, специи и экзотические породы древесины.
В ходе Второй англо-голландской войны, 22 сентября 1667 года, английская эскадра под командованием контр-адмирала Джона Хармана атаковала и захватила Кайенну. Но в том же году по условиям Бредского соглашения она была возвращена французам.
В 1676 году в течение нескольких месяцев часть территории колонии удерживалась голландцами.
С конца XVII века французы начали осваивать земли в устье Амазонки.

### Колония в XVIII веке

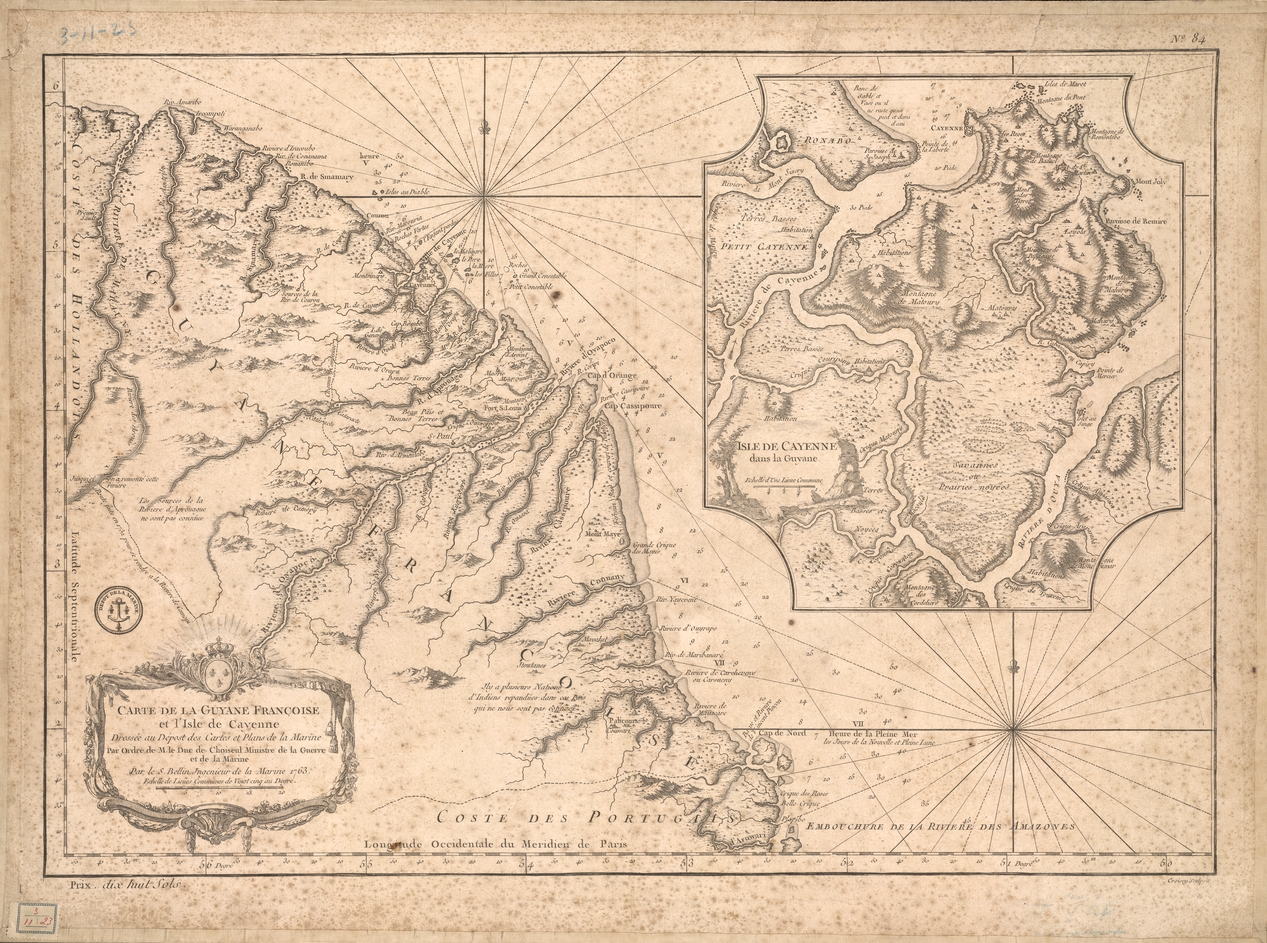
Французская Гвиана на карте Жака-Николя Беллена в 1763 году

Одним из пунктов Утрехтского мира, заключённого в 1713 году, устанавливались границы французской части Гвианы. На западе она прошла по реке Марони. На востоке Франция отказалась от претензий на побережье Амазонки в пользу Португалии.
По указу короля Людовика XV в 1762 году из Франции и всех её колоний были изгнаны иезуиты. В это время министром Этьеном-Франсуа де Шуазёлем была развёрнута кампания по привлечению французов к колонизации Гвианы.
В 1764 году 15 000 человек, большей частью выходцев из Эльзаса и Лотарингии, приплыли из порта Рошфор во Франции в поселение Куру в Гвиане. В первый же год из-за болезней (дизентерии, жёлтой лихорадки, малярии и сифилиса) скончались 12 000 колонистов. Выжившие 60 семей поселились на островах Салю (острова Здоровья) у побережья коммуны Куру, откуда они вернулись на родину.
В 1776 году Пьеру-Виктору Малуэ было поручено осуществление ряда мер по развитию сельского хозяйства в колонии.
В 1791 году мулаты и метисы, рождённые от свободных родителей, были приравнены в правах к колонистам-европейцам.
С 1792 года Кайенна стала местом депортации врагов Великой Французской революции. В Синнамари была построена первая тюрьма.
В 1794 году Французская Республика отменила рабство. Вместо рабов в колонии стал использоваться труд политических заключённых, главным образом лиц духовного звания, который оказался малоэффективным.
В 1796 году рабство было восстановлено, что спровоцировало восстание бывших рабов, а следом карательные меры со стороны официальных властей.
В 1797 году французские владения в Гвиане были преобразованы в департамент Гвиана.

### Колония в XIX веке. Каторга во Французской Гвиане

Луи-Анри де Сольс де Фресине, губернатор Французской Гвианы с 1827 по 1829 год

В 1802 году рабство в колонии было закреплено законодательно. Некоторые бывшие рабы отказались возвращаться на плантации и ушли в тропические леса. Их стали называть маронами, а река, на берегу которой они поселились, получила название Марони. Саботаж маронов окончательно подорвал экономику колонии.
В 1805 году тюрьма для политзаключённых в Синнамари упразднена.
После поражения французского флота в Трафальгарской битве в 1809 году вооружённые силы португальцев в Бразилии, поддерживаемые британским флотом, оккупировали Кайенну в отместку за вторжение Наполеона I в Португалию. Оккупация португальцами Французской Гвианы не изменила повседневной жизни колонистов.
В 1814 году, после отречения Наполеона I, португальцы вернули Гвиану французам.
В 1817 году была официально основана колония Французская Гвиана, во главе которой был поставлен губернатор.
В первой половине XIX века, благодаря плану развития сельского хозяйства в Гвиане, разработанному ещё в конце XVIII века инженером Жаном Гизаном, экономика колонии была восстановлена. Но использование труда рабов вызывало у части общества протест. Одним из активных противников рабства в Гвиане была Анна Жавуэ, настоятельница Конгрегации Клюнийских Сестёр Святого Иосифа. Она выкупала и освобождала рабов-африканцев. Для них ею была основана коммуна Мана.
Указом от 27 апреля 1848 года, утверждённым Конституцией 4 ноября 1848 года, рабство во Франции было окончательно отменено. Кроме того, согласно этому закону, любой раб, оказавшийся на территории Франции, объявлялся свободным, что привело к массовому бегству рабов из соседней Бразилии.
Для преодоления коллапса в экономике колонии, вызванного недостатком рабочей силы, возникшим в колонии после отмены рабства, Наполеон III в 1852 году издал указ о депортации осужденных из Франции во Французскую Гвиану. Труд осужденных использовался для освоения новых земель. Условия жизни и нездоровый климат были причиной большой смертности среди каторжан. Коррупция и социальное неравенство были основой тюремной социальной организации на каторге. Существовала и дискриминация каторжан по расовому признаку. Заключённые африканцы и азиаты содержались в отдельных тюрьмах, таких как тюрьма Аннамит.
С 1853 года во Французскую Гвиану стали прибывать эмигранты из Индии и Китая.
В 1854 году здесь были построены тюрьмы в Кайенне и на Чёртовом острове.
В 1855 году на берегу реки Апруаг было обнаружено первое месторождение золота. Тонны золота были добыты из грунта реки Инини, притока реки Марони, на юго-западе колонии. Это стало началом золотой лихорадки, которая длилась вплоть до Второй мировой войны, привлекая во Французскую Гвиану большое число эмигрантов, главным образом, из Карибского региона.
В 1858 году построена тюрьма в Сен-Лоран-дю-Марони. Город-тюрьма Сен-Лоран-дю-Марони стал административным центром каторги во Французской Гвиане, за всю историю которого здесь отбывали наказание более 90 000 мужчин и 2000 женщин. Треть из них умерла в заключении.
В 1860 году было открыто судоходство на реке Марони.
Трудность проведения географической границы в районе стала источником споров, продолжавшихся в течение двух столетий. В 1861 году Франция и Нидерланды начали спор за владение золотоносной приграничной территорией, который завершился в 1891 году в арбитраже России. Николай II признал справедливой позицию Нидерландов.
На спорной франко-бразильской территории в конце XIX века дважды провозглашалось государство Независимая республика Гвиана, и оба раза эта республика была ликвидирована, в первом случае французами, во втором — бразильцами.

Одним из самых известных политических заключённых, отбывавших наказание во Французской Гвиане, был Альфред Дрейфус в 1894—1900 гг.

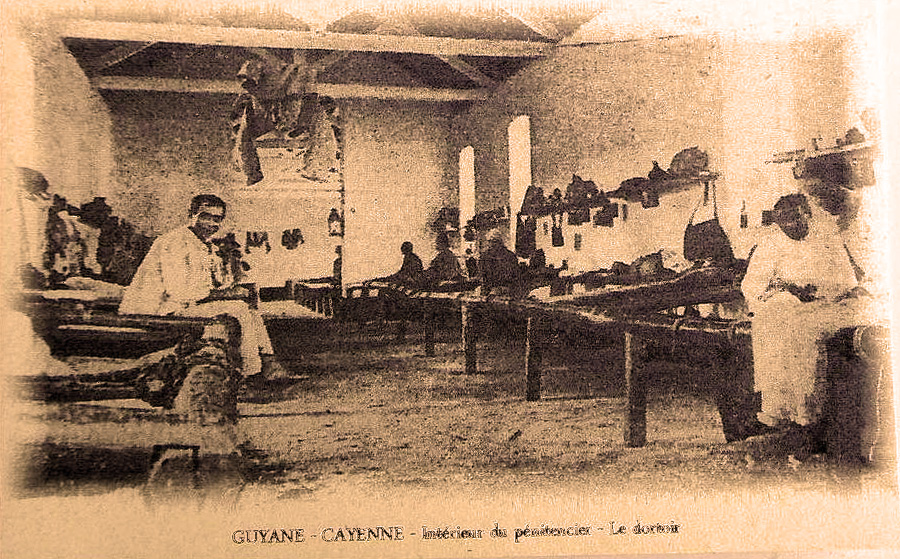
Заключённые на каторге в Кайенне в 1900 году

В 1900 году ещё один конфликт был исчерпан арбитражем Швейцарии, установившим границу между Францией и Бразилией, бывшей колонией Португалии. Арбитраж Швейцарии определил франко-бразильскую границу по реке Ояпок и снова не в пользу Франции, несмотря на то, что позиция французов была справедливей позиции бразильцев.
К началу XX века коренное население Французской Гвианы было фактически уничтожено. Его численность с 30 000 со времени открытия Гвианы испанцами в XV веке упала до 1500 человек.

### Колония в первой половине XX века
В начале XX века в обществе началась борьба за упразднение каторги.
После извержения вулкана Пеле 8 мая 1902 года, разрушившего город Сен-Пьер на Мартинике и убившего 28 000 человек в течение нескольких минут, многие переселились с Мартиники во Французскую Гвиану.
В том же 1902 году снова разгорелся приграничный территориальный спор между Францией и Нидерландами.
В 1905 году было заключено соглашение, теперь в пользу французов, которым была возвращена территория площадью в 6 000 км2 с месторождениями золота. Это спровоцировало новую волну золотой лихорадки, которая стартовала в 1910.
В 1923 году журналист Альбер Лондре, посетив места заключения и ознакомившись с условиями, в которых живут осуждённые, вернулся во Францию и положил начало общественному движению за упразднение каторги. Другим активным сторонником этой идеи был депутат парламента от Французской Гвианы Гастон Моннервиль, будущий президент сената Франции.
К 1930 году более 10 000 золотоискателей, привлечённых волной золотой лихорадки, трудились в тропических лесах Французской Гвианы, что привело к росту местной торговли и закрытию последних крупных плантаций.
Другим известным узником местной каторги был Анри Шарьер, по прозвищу «Папильон» («Мотылёк») в 1933—1944 гг.
В 1938 году франко-голландо-бразильская комиссия окончательно определила границы между Французской Гвианой, Суринамом и Бразилией. В том же году был принят закон, отменявший каторгу.
Во время Второй мировой войны в 1940 году местная администрация, несмотря на широкую поддержку местным населением Шарля де Голля, поддержала режим коллаборационистов.
В марте 1943 года эта администрация была смещена. Французская Гвиана присоединилась к движению Свободная Франция.
В 1946 году Французская Гвиана получила статус заморского департамента. После этого события экономическое положение в регионе стало постепенно восстанавливаться. Тогда же состоялось фактическое упразднение каторги.

## Современный период
Последние каторжане были освобождены в апреле 1953 года.
С 1963 года перед правительством Франции встал вопрос о строительстве нового космодрома взамен утраченного в Коломб-Бешар в провозгласившем независимость Алжире.
В 1964 году по личному указанию Шарля де Голля началось строительство космодрома в Куру во Французской Гвиане.
В 1965 году построен новый Гвианский космический центр (CSG).
9 апреля 1968 года была запущена первая ракета «Вероника».
В 1970 году Суринам возобновил приграничный территориальный спор с Францией.
В 1973 году история побега из-под заключения Анри Шарьера была описана им в автобиографическом романе «Мотылёк». Был снят одноимённый фильм.
В 1970-е годы во Французской Гвиане поселились хмонги, беженцы из Лаоса.
В последней трети XX века усилилось движение за предоставление прав автономии региону и даже полной независимости Французской Гвианы.
В 1978 году между Францией и Суринамом подписано соглашение о сотрудничестве, однако Суринам не отказался от территориальных претензий.
Согласно законам о децентрализации, принятым в 1982 году, многие полномочия центра были переданы местным органам власти.
В 1986 году предъявлению требований Суринама к Франции о пересмотре границы помешала Гражданская война в Суринаме.
В 1988 году соглашение о сотрудничестве Франции и Суринама обновлено, но его реализация затянулась из-за суринамской гражданской войны.
В 1991 году, с окончанием гражданской войны в Суринаме, франко-суринамское соглашение от 1988 г. вступило в силу.
В 1990-е годы Французская Гвиана, будучи заморским департаментом Франции, стала частью Европейского союза. Это обстоятельство стало причиной увеличения численности местного населения за счёт эмиграции в регион из соседних стран, таких как Гаити, Суринам и Бразилия.
Численность коренного населения Французской Гвианы в настоящее время составляет около 9000 человек, большинство из которых живут в резервациях. Аборигены представлены шестью племенами: кальина, уаяна, паликур, араваки, уаямпи и текос (эмериллон).
Протесты тех, кто призывает к большей автономии от центра, в 1996, 1997 и 2000 годах были подавлены властями.
В ноябре 2008 года во Французской Гвиане в знак протеста против роста цен на топливо и бензин были блокированы приграничные посты. Президент Торгово-промышленной палаты Гвианы Жан-Поль Пеллетье объявил о закрытии торгового порта и международного аэропорта.

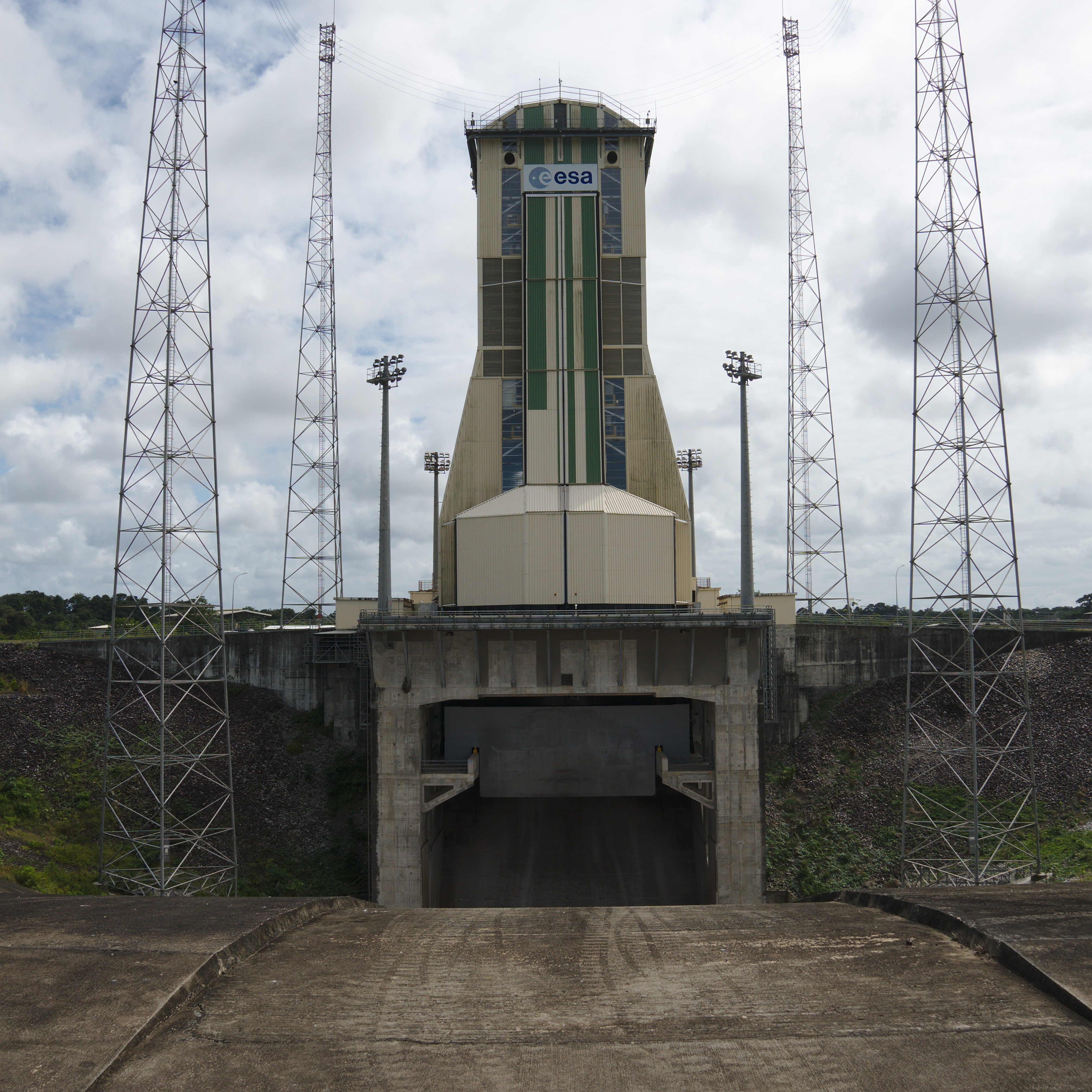
Стартовая площадка РН «Союз»

В 2017 году история Анри Шарьера отображена в фильме «Мотылёк».
Гвианский космический центр (CSG) и по сей день является одним из главных источников доходов в местный бюджет. Сегодня это единственный космодром Европейского союза.